# Hội họa triều Hán

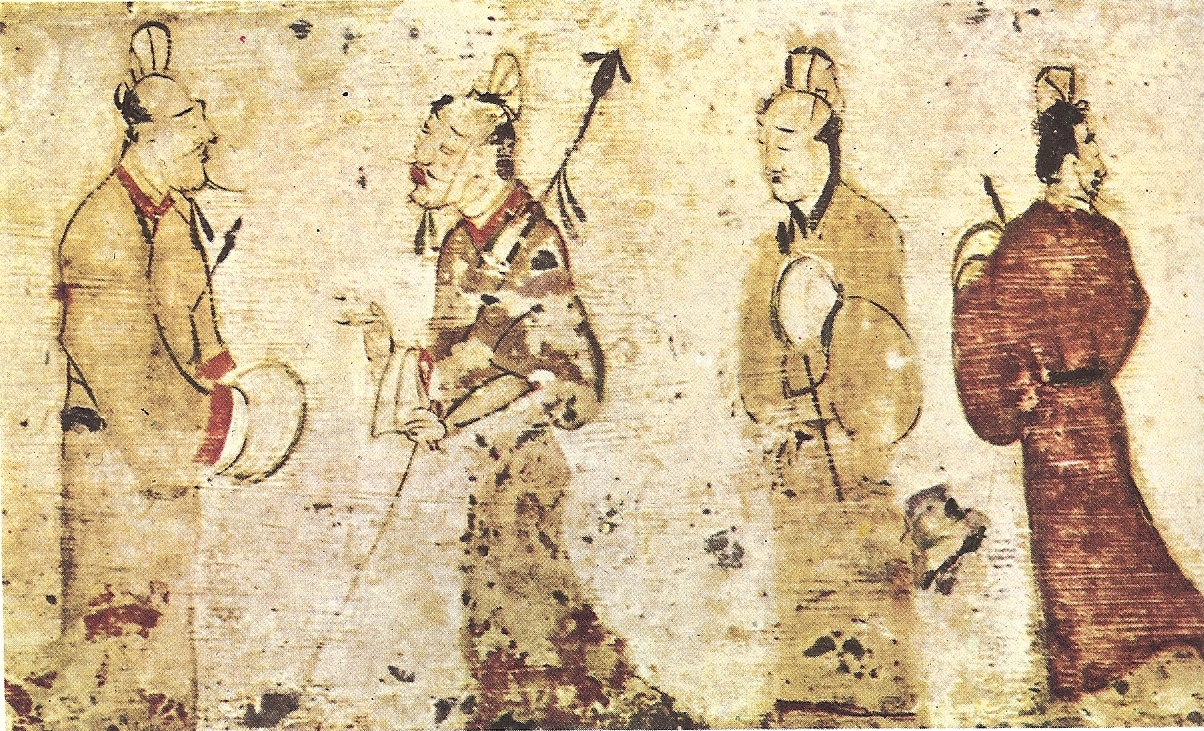
Một họa phẩm trên giấy hi hữu còn tìm thấy được ở gần cố đô Lạc Dương, niên đại Đông Hán.

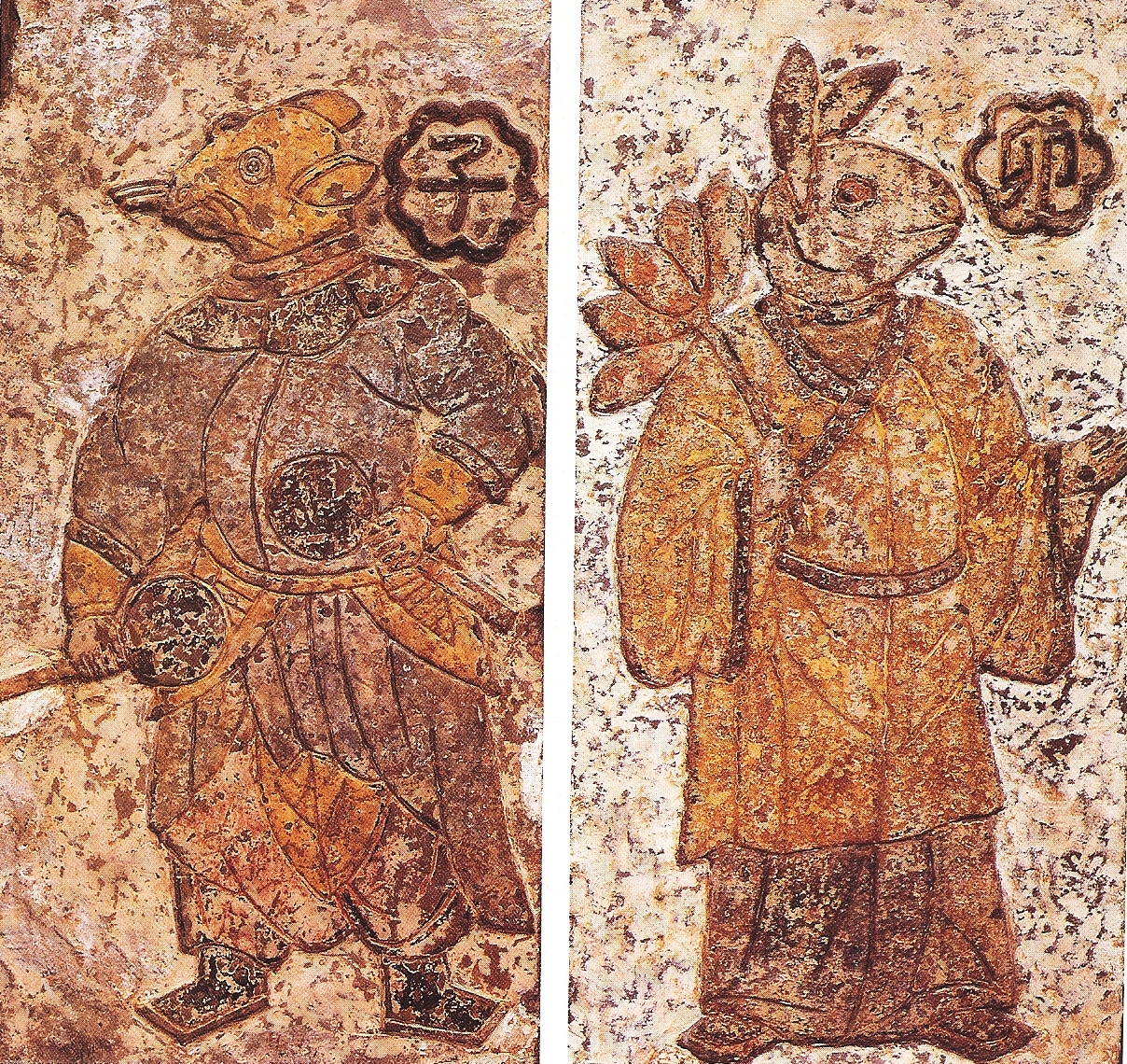
Một họa phẩm trên gạch mô tả hai vị thần canh giữ ngày và đêm, niên đại Đông Hán.

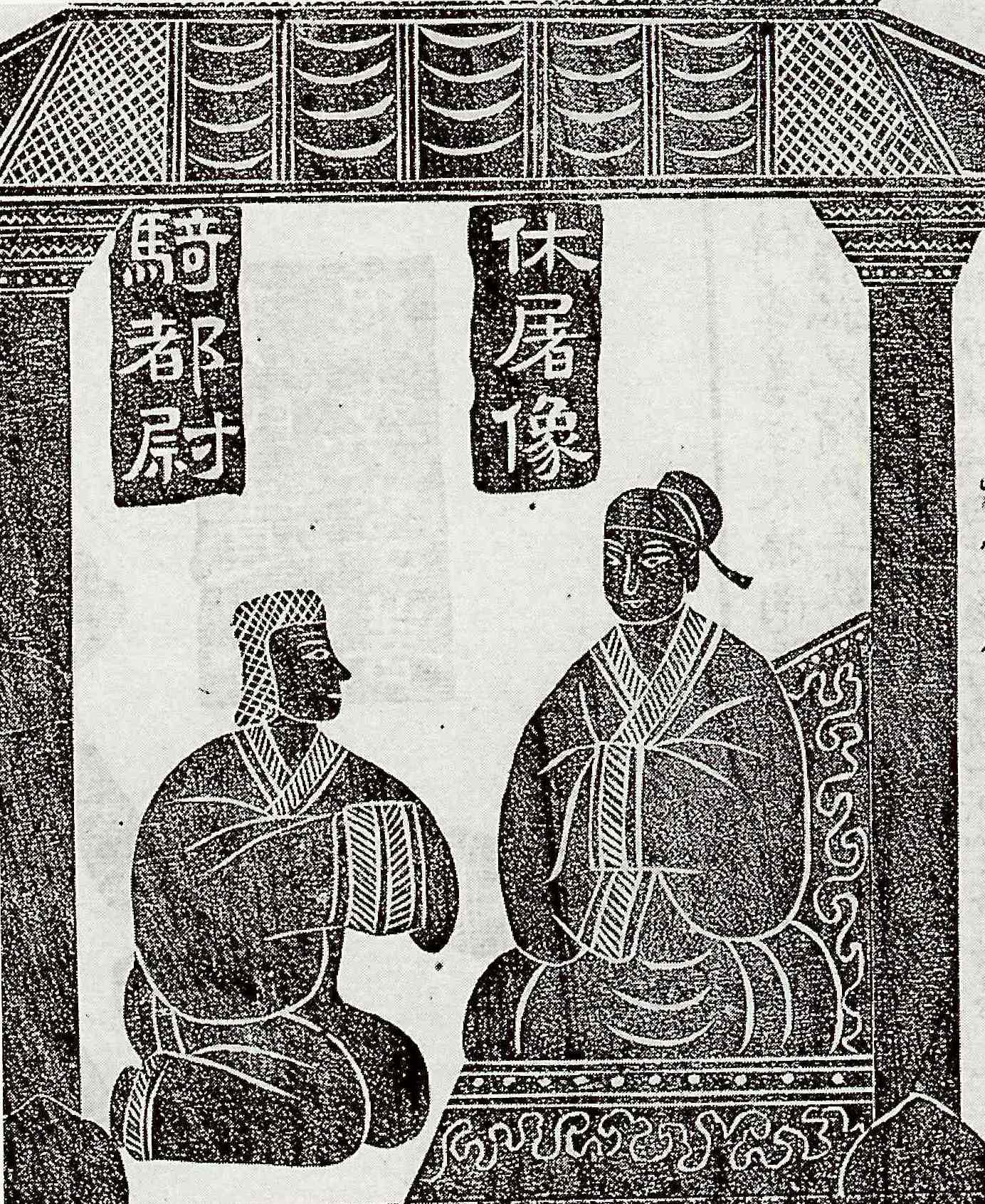
Họa phẩm điêu khắc đá mô tả Kim Nhật Đê và Hưu Đồ Vương, niên đại Đông Hán.

Cho đến thế kỷ 1 trước Công nguyên, khi giấy chưa được phát minh, các tác phẩm hội họa triều Hán (chữ Hán: 漢朝繪畫, Anh văn: Han dynasty painting) chủ yếu được thể hiện trên lụa, gỗ, kim loại hoặc các bức tường, rồi mới dần được thay thế bằng vật liệu rẻ tiền hơn. Người ta kết những chiếc lông động vật thành bàn chải làm công cụ vẽ tranh và dùng loại mực từ chất liệu bồ hóng hoặc gelatin. Họa sĩ của thời kỳ này thường xuất thân từ tầng lớp quý tộc hoặc là học giả, nhưng ngày nay không ai biết tên tuổi cụ thể của họ.